# Attitude Era
A Attitude Era ("Era da Atitude") foi um período na história da federação de wrestling profissional World Wrestling Federation (WWF) (hoje conhecida como WWE), resultado das Monday Night Wars ("Guerras das Noites de Segunda"), uma guerra de audiência entre a WWF e sua rival, World Championship Wrestling (WCW). O fim da guerra aconteceu em 2001. A Attitude Era foi um grande aumento da popularidade do wrestling profissional nos Estados Unidos do fim dos anos 90 ao início dos anos 2000, com a audiência e a venda de pay-per-views atingindo recordes.
A Attitude Era foi definida por uma mudança radical no conteúdo da programação da WWF. Em contraste com o então formato familiar, a Attitude Era se voltou para atrair jovens adultos, transformando o produto em algo mais desafiador. Personagens heróicos foram substituídos por antiheróis e as histórias se tornaram trash.

## História

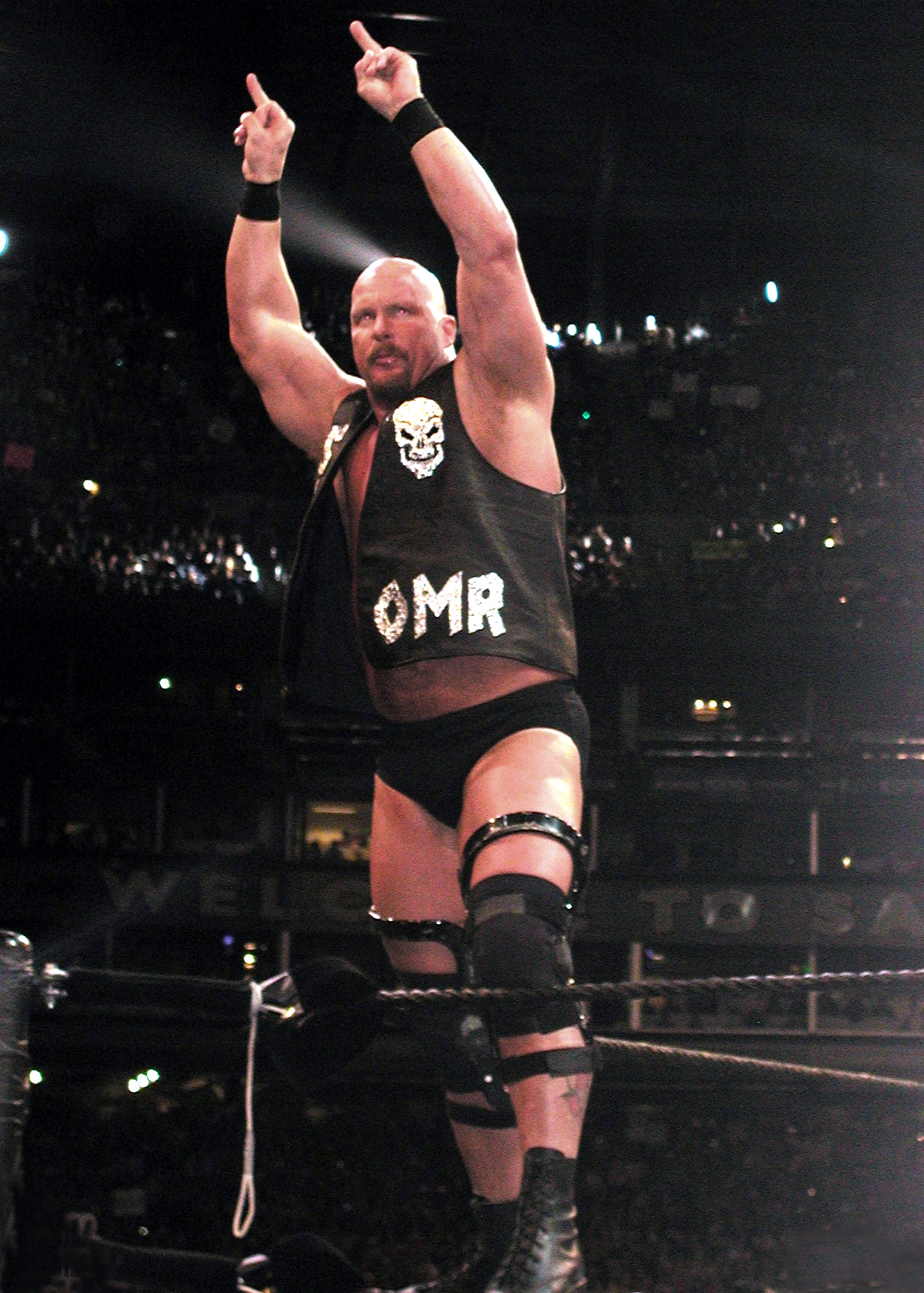
Stone Cold Steve Austin, figura proeminente da Attitude Era, o que criou o nome "The Austin Era."

WWE registra o início da Attitude Era em 29 de março de 1998, com Stone Cold Steve Austin se tornando Campeão da WWF após derrotar Shawn Michaels no WrestleMania XIV, se tornando o astro da companhia. Ela acabou em 1 de abril de 2001, no WrestleMania X-Seven com Austin se aliando ao seu arquinimigo Vince McMahon após derrotar The Rock, se tornando Campeão da WWF novamente, dias após a World Championship Wrestling ser comprada pela WWF.
No entanto, a origem da Attitude Era é atribuída aos eventos que ocorreram com a promoção na segunda metade da década de 1990. Uma data notável foi durante o torneio King of the Ring de 1996, onde Stone Cold Steve Austin usou pela primeira vez seu bordão "Austin 3:16". Durante sua segunda estadia na WWF, Jake Roberts interpretava um personagem que havia derrotado o alcoolismo e pregava a Bíblia pelo país, assim se tornando um mocinho e o favorito para vencer o torneio.
No evento, Roberts foi derrotado por Austin, que zombou do derrotado, recitando uma versão da passagem João 3:16 dizendo:
Você senta ai, e você martela sua bíblia, e você reza, e isso não te levou à lugar algum. Fale sobre seus salmos, fale sobre seu João 3:16... Austin 3:16 diz que eu chutei sua bunda!Original {{{{{língua}}}}}: You sit there, and you thump your Bible, and you say your prayers, and it didn't get you anywhere... Talk about your psalms, talk about your John 3:16 ... Austin 3:16 says I just whooped your ass!— Stone Cold Steve Austin

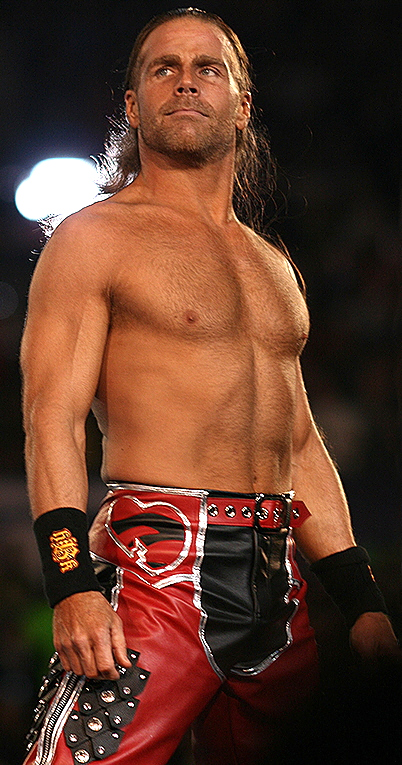
Shawn Michaels

Austin desafiando autoridade e valores morais da sociedade se mostrou muito popular entre os fãs, com "Austin                                                     3:16" se tornando um sucesso de marketing para a WWF durante as Monday Night Wars.
1997 foi um ano importante pela rivalidade entre Austin e Bret Hart, que culminou em Austin sendo lançado ao sucesso e a rivalidade entre Hart e Shawn Michaels, notável pelos problemas entre os dois na vida real. O conflito nos bastidores foi levado aos holofotes, com ambos realizando entrevistas onde mencionavam problemas reais entre os dois.
A Attitude Era foi um sucesso de marketing para a WWF, conseguindo números de vendas com a audiência jovem adulta nunca antes vistos, conseguindo derrotar a WCW na briga pela audiência. Em dois anos, a WCW perdeu seu lugar no horário nobre. Durante o mesmo período, a WWF havia se tornado tão poderosa financeiramente que McMahon pôde comprar a companhia da AOL Time Warner por um valor muito baixo. Daquele ponto em diante, as controversas histórias da Attitude Era perderam a importância, e uma história conhecida como The Invasion ("A Invasão") ganhou a atenção do público, com a aquisição da WCW sendo transformada em história.
A atitude era ganhou um modo de jogo no WWE 13 no qual os jogadores podem refazer essa era.

## Início
Durante as Monday Night Wars, uma batalha pela audiência entre o Monday Night Raw da WWF e o Monday Nitro da WCW, a WWF se transformaria de um produto familiar para uma orientação mais voltada aos adultos. Essa era foi liderada por Vince McMahon e pelo roteirista-chefe Vince Russo. O estilo de marcar lutas de Russo foi nomeado Crash TV — lutas curtas, segmentos nos bastidores e choques. Vince McMahon também usaria a controvérsia do Montreal Screwjob para montar seu próprio personagem, uma caricatura de si mesmo chamado "Mr. McMahon", um corrupto, egoísta e manipulador chefe que se fixaria em destruir a vida de empregados desobedientes. Como resultado, a rivalidade entre Austin e Mr. McMahon foi a história central da Attitude Era, com violência e corrupção. Um grupo de baderneiros se uniu ao estilo de Austin, a D-Generation X.
Nas semanas próximas ao WrestleMania XIV, McMahon anunciou que o ex-boxeador Mike Tyson participaria da luta pelo WWF Championship, como enforcer, garantindo que as regras fossem seguidas. Steve Austin, que venceu o Royal Rumble de 1998 após eliminar The Rock, interrompeu McMahon na apresentação de Tyson no Raw e contestou Tyson sendo chamado de "o homem mais malvado do planeta." Austin mostrou o dedo do meio à Tyson, o que levou Tyson a empurrar Austin e os dois lutarem até serem separados pelos seguranças de McMahon. Nas semanas seguintes, Tyson se aliou a D-Generation X, um grupo liderado pelo oponente de Austin no WrestleMania, o Campeão da WWF Shawn Michaels. Durante a luta, Tyson brigou com ambos Austin e Michaels. Ao fim da luta, Tyson se tornou um vilão ao atacar  Michaels e a D-Generation X com Austin se tornando Campeão da WWF.

## Austin vs. McMahon

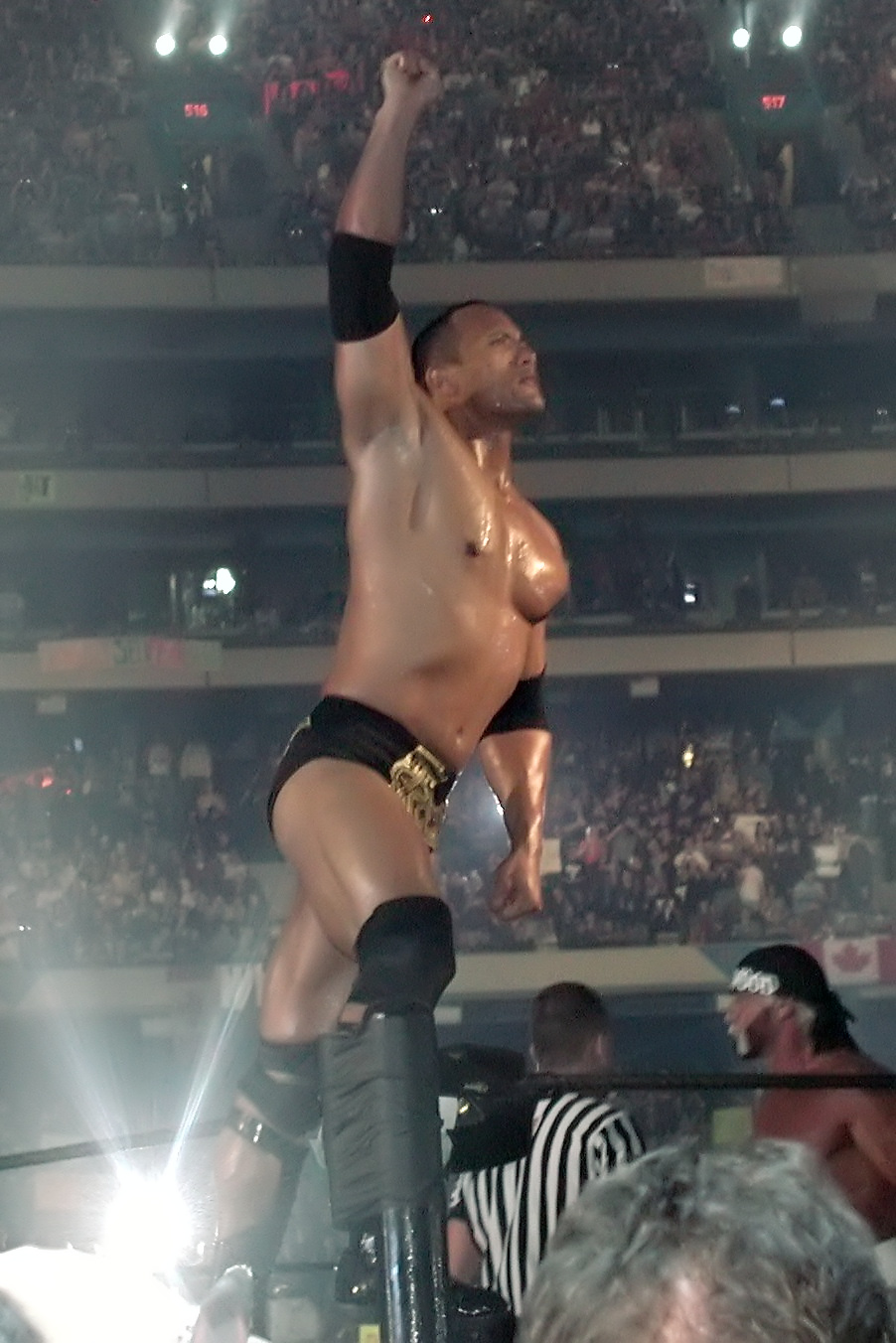
The Rock, outra figura proeminente da Attitude Era.

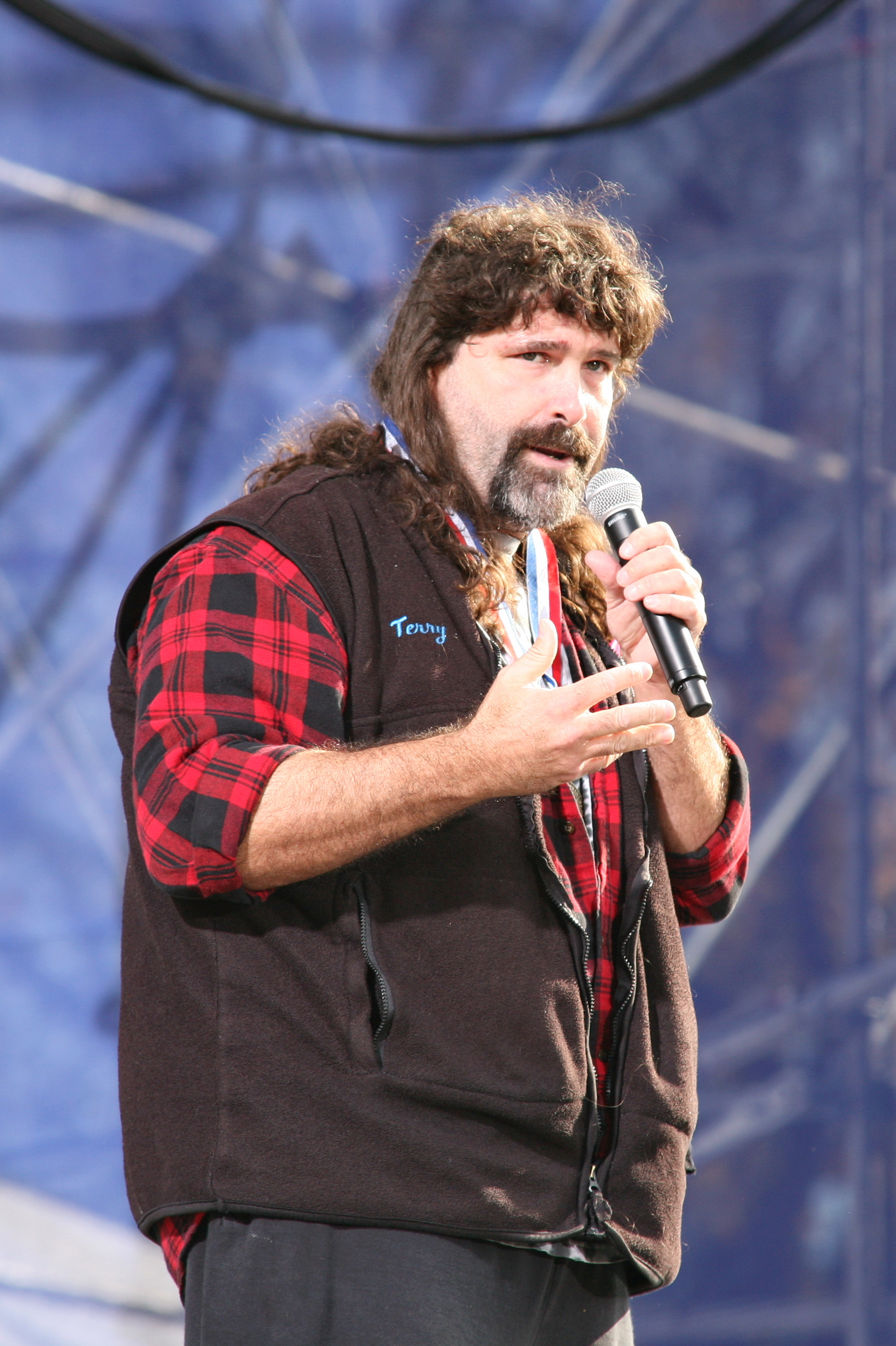
Mick Foley que tinha três personagens Dude Love, Cactus Jack e o principal Mankind

No Raw da noite, seguinte, Mr. McMahon deu a Austin um novo cinturão do WWF Championship, lhe alertando que ele devia se adequar às regras da WWF, ou enfrentaria consequências. Austin respondeu lhe aplicando um Stone Cold Stunner. Isso levou a um segmento onde Austin havia aceitado os termos de McMahon, aparecendo de terno e gravato, tirando uma foto com McMahon. Durante o segmento, no entanto, Austin arrancou o terno e socou McMahon nas partes baixas.
Na semana seguinte, em 13 de abril de1998, Austin e McMahon se enfrentariam em uma luta, que acabou não acontecendo em decorrência de uma interferência de Dude Love. Naquela noite, o Raw derrotou o Nitro na audiência pela primeira fez desde 10 de junho de 1996. Enquanto isso, um personagem popular surgiu no Monday Night Raw: The Rock, após não conquistar os fãs como o mocinho Rocky Maivia, se uniu a Nation of Domination, e mais tarde se tornou um lutador individual, e Triple H, que se tornou o novo líder da D-Generation X, recrutando os New Age Outlaws e X-Pac para o grupo.

## DX Army e The Rock
Com o recém formado DX Army ("Exército da DX"), D-Generation X participou de diversos segmentos com o intuito de causar caos e destruição. Em 27 de abril de 1998, o Nitro aconteceu no Norfolk Scope em Norfolk, Virgínia, enquanto o Raw aconteceu no Hampton Coliseum em Hampton, Virgínia. Com os dois programas acontecendo próximos, o DX Army resolveu "invadir" o Nitro. Em um jipe de guerra, o grupo dirigiu ao Norfolk Scope, pedindo que o chefe da WCW Eric Bischoff os enfrentasse ou lhes deixasse entrar. Os fãs fora da arena começaram a gritar "DX". Mais tarde, o DX Army apareceu nas CNN Towers para ligar para o dono da WCW Ted Turner. O único indivíduo com a mesma popularidade de Steve Austin era The Rock, um lutador de terceira geração que passou a insultar os fãs e falar de si mesmo na terceira pessoa.

## Resultados
O WrestleMania X-Seven é considerado o último dia da Attitude Era. Com a WCW tendo sido comprada pela WWF e a ECW tendo sido incorporada à comapanhia - com o dono da ECW, Paul Heyman, trabalhando como comentarista, a WWF se tornou a única promoção de wrestling profissional nos Estados Unidos com um produto de nível mundial.
Em maio de 2002, a WWF mudou seu nome para World Wrestling Entertainment (WWE) devido a disputas legais pelas iniciais contra a World Wide Fund for Nature. Em março, para dissolver o enorme elenco de lutadores, a WWE dividiu-os em dois programas: o Raw, antes conhecido como "Raw is War", e o SmackDown.